# Lepidoctopus joaquini
Lepidoctopus joaquini Haimovici & Sales, 2019 è un mollusco cefalopode appartenente alla famiglia Octopodidae. È l'unica specie nota del genere Lepidoctopus.

## Descrizione
Gli esmplari noti hanno braccia lunghe e una membrana interbrachiale breve e spessa. La testa, il mantello e la base delle braccia sono coperte di papille dermiche di aspetto squamiforme alcune delle quali portano lunghicirri conici con più punte. Sulle braccia sono presenti fino a 170 ventose in singola serie nella parte prossimale e in seguito biseriate; nel maschio alcune ventose appaiono ingrandite. Nei maschi il terzo braccio destro è trasformato in ectocotile.
Le dimensioni sono piccole: l'esemplare di maggiori dimensioni conosciuto misurava 40 mm di lunghezza del mantello.

## Distribuzione e habitat
Gli individui noti sono stati tutti trovati nel contenuto stomacale di Lutjanus purpureus catturati sulle barriere coralline prospicienti la foce del Rio delle Amazzoni.
Ha abitudini bentoniche.

## Biologia
Nulla è noto circa la biologia della specie.

## Tassonomia
Lepidoctopus appare una forma basale rispetto agli altri Octopodidae e costituisce un clade separato.